# Leistera orbigera
Leistera orbigera là một loài bướm đêm trong họ Noctuidae.